# Paul Rosenberg (Kunsthändler)

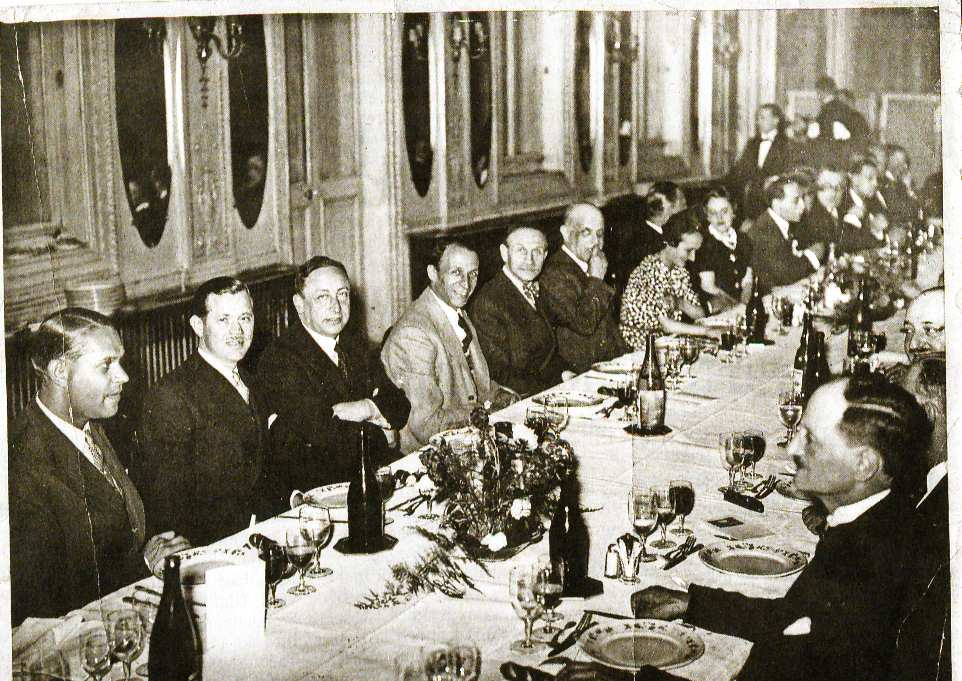
Paul Rosenberg unter Kollegen, zehnter von links (1938)

Paul Rosenberg (* 29. Dezember 1881 in Paris; † 29. Juni 1959 in Neuilly-sur-Seine) war ein französischer Kunsthändler und Galerist. Er leitete die Galerien Paul Rosenberg & Company in Paris, London und New York.

## Leben

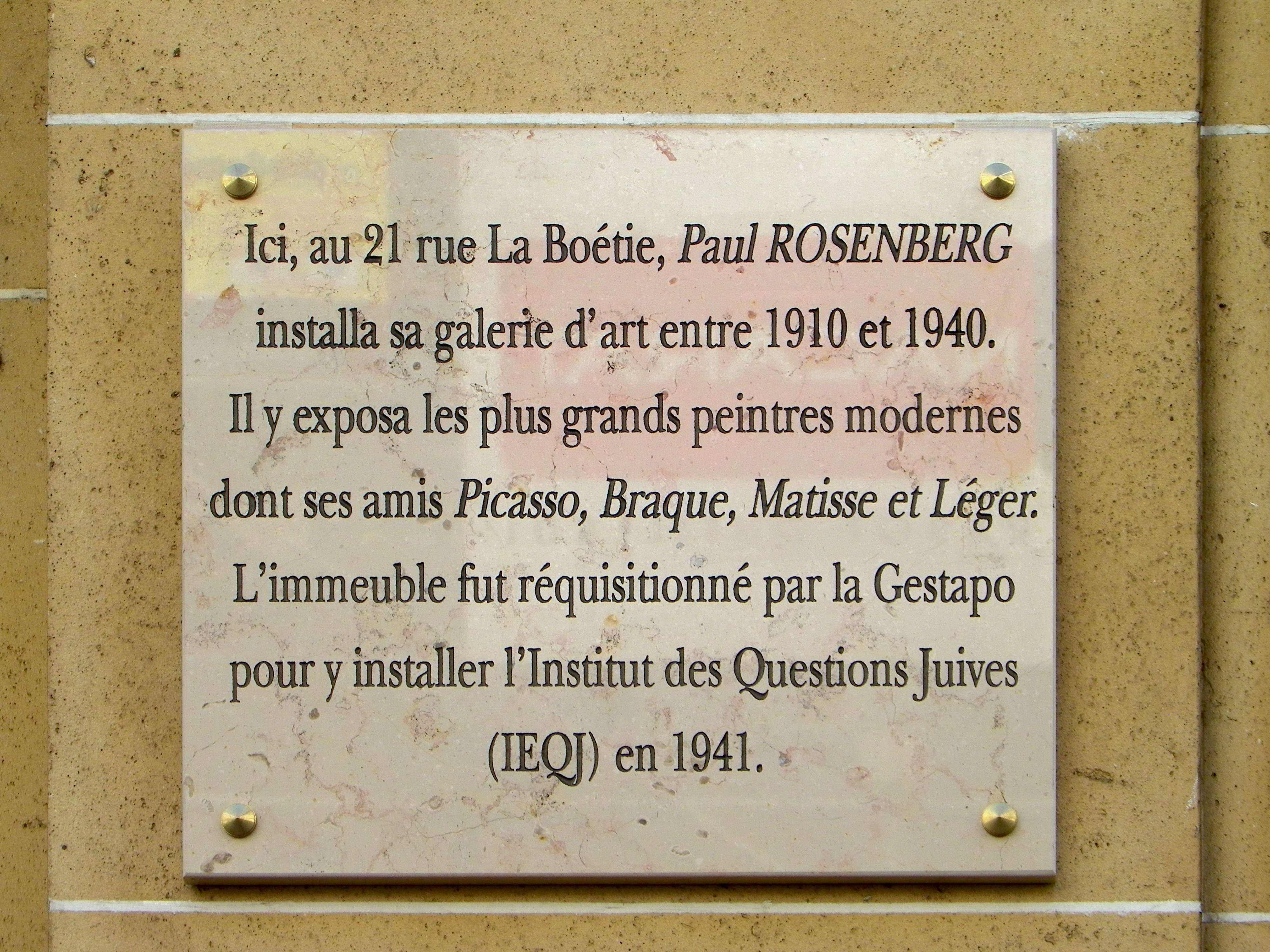
Gedenktafel für Paul Rosenbergs Galerie, 21 rue La Boétie in Paris

Rosenberg entstammte einer jüdischen Familie, die aus dem seinerzeit ungarischen Pozsony (Bratislava) 1859 nach Paris emigriert war. Er begann seine Laufbahn in dem 1870 gegründeten Antiquitätengeschäft seines Vaters Alexandre Rosenberg (um 1850–1913) an der Avenue de l'Opéra zusammen mit seinem älteren Bruder Léonce Rosenberg (1878–1947). Von 1902 bis 1905 arbeitete er in Großbritannien und eröffnete 1911 in Paris seine eigene Kunstgalerie in repräsentativen Räumen in der rue La Boétie Nr. 21. Sein Einsatz galt besonders den jungen Künstlern Pablo Picasso, Georges Braque, Fernand Léger und Henri Matisse, einen Vertrag mit Marie Laurencin schloss er bereits 1913. Um das händlerische Risiko zu streuen, hatte er auch Werke von Edgar Degas, Pierre-Auguste Renoir und Auguste Rodin auf Lager, die bereits als sichere Werte galten. 
1918 trennte er sich von seinem Bruder Léonce, der in der benachbarten Rue de la Beaume eine eigene Galerie de L'Effort Moderne eröffnete. Paul Rosenberg vertrat Picasso (den er freundschaftlich Pic nannte und von ihm seinerseits mit Rosi bezeichnet wurde) ab 1918 weltweit gemeinsam mit dem Kunsthändler Georges Wildenstein. Sie kauften jedes Jahr eine nennenswerte Anzahl seiner Bilder. Picasso schuf zahlreiche Gemälde und Zeichnungen, die Mitglieder der Familie Rosenberg zum Motiv hatten. Die Verbindung Picassos zu Rosenberg dauerte bis zum Jahr 1939, die zu Wildenstein bis 1932.

Sternennacht (1889) von Vincent van Gogh wurde 1941 über Rosenberg an das Museum of Modern Art, New York, verkauft.

Eine weitere Dependance eröffnete Rosenberg 1935 in London. Einen Teil seiner Bilder verlieh er auch in die USA, so an das Moma, mit dessen erstem Direktor Alfred H. Barr er eng befreundet war. 1940 wurde der Norden Frankreichs mit Paris durch deutsche Truppen besetzt; Rosenberg wurde aufgrund der antisemitischen Politik der Vichy-Regierung enteignet, er musste aus Frankreich fliehen und ihm wurde 1942 die französische Staatsbürgerschaft aberkannt. Er ging, unter Zurücklassung seiner Sammlung, nach New York und gründete dort  in der East 57th Street erneut eine Galerie, die zeitgenössische amerikanische und europäische Kunst repräsentierte. In seine ausgeraubten Galerieräume in der rue La Boétie zog das Institut d'Etudes des Questions Juives, das nationalsozialistische Institut für Judenforschung, das unter seinem Leiter Theodor Dannecker antisemitische Propaganda betrieb. 
Nach Rosenbergs Tod im Jahr 1959 übernahm sein Sohn Alexandre die Leitung der Galerie bis zu seinem Tod 1987. Alexandre Rosenbergs Witwe, Elaine, übergab das Archiv 2007 mit Korrespondenzen und Fotografien an das Museum of Modern Art in New York.
Die Journalistin Anne Sinclair ist eine Enkelin von Paul Rosenberg. Sie veröffentlichte 2012 bei Grasset eine erste Biografie ihres Großvaters, 21, rue La Boétie, die im folgenden Jahr in  deutscher Übersetzung unter dem Titel Lieber Picasso, wo bleiben meine Harlekine. Mein Großvater, der Kunsthändler Paul Rosenberg erschien.

## Die Kunstsammlung
Als Paul Rosenberg im Juni 1940 nach dem Einmarsch der deutschen Truppen in Frankreich die Flucht über Spanien gelang, musste er seine Kunstsammlung, die insbesondere aus Werken des Impressionismus und der Moderne bestand, zurücklassen. Sowohl aus seiner Pariser Wohnung, wie aus Banktresoren und einem Kauflager in der Nähe von Paris beschlagnahmte das NS-Regime, respektive der Einsatzstab Reichsleiter Rosenberg (ERR), mehr als 300 Kunstwerke. Im September 1940 brachte der ERR weitere einhundert in Schloss Floirac eingelagerte Gemälde an sich. Im März 1941 spürte ein Devisenschutzkommando der Deutschen einen Tresor bei einer Bank in Libourne auf, in der Rosenberg 162 Werke versteckt hatte. Den Wert dieses Konvoluts schätzte man auf sieben Millionen Franc, es wurde im September 1941 nach Paris gebracht, im Jeu de Paume gesammelt und von hier aus verkauft, verteilt oder in das Deutsche Reich gebracht. Nach dem Krieg erhielt der Kunsthändler nur einen geringen Teil seiner Sammlung zurück.

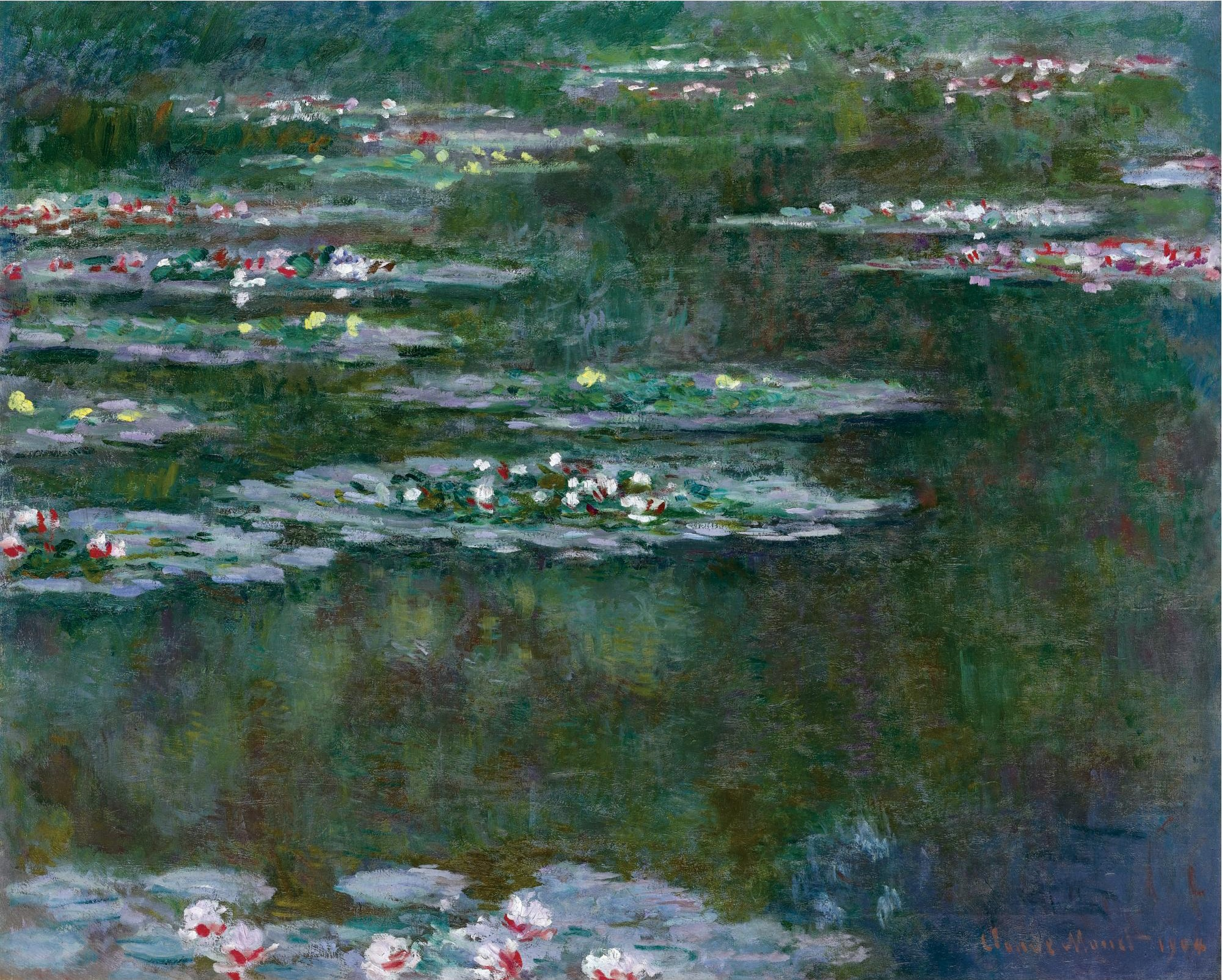
Claude Monet: Seerosen 1904 aus der Sammlung Paul Rosenberg

Der Raubkunst-Experte Hector Feliciano beschrieb in seinem 1998 erschienenen Buch Das verlorene Museum, dass zwischen 1940 und 1944 allein in Frankreich 203 Sammlungen mit nahezu 22.000 Kunstwerken konfisziert wurden, und ging dabei detailliert auf die Sammlung Rosenberg ein. In der Folge der Identifizierung der Gemälde musste das Seattle Art Museum das Gemälde Odalisque von Henri Matisse und das Centre Pompidou in Paris Woman in Red and Green von Fernand Léger an die Erben Paul Rosenbergs herausgeben. Außerdem recherchierte Feliciano erfolgreich den Verbleib je eines Gemäldes von Claude Monet und Pierre Bonnard. Weitere Werke folgten, doch gelten 64 Kunstwerke aus der Sammlung Rosenberg weiterhin als verschollen.
Unter öffentlicher Beachtung stand unter anderem der Fall des Gemäldes Seerosen 1904 von Claude Monet. Es war 1940 in Floirac konfisziert worden und gelangte über den Jeu de Paume an den NS-Außenminister Joachim von Ribbentrop, die Alliierten fanden es mit Ribbentrops Möbeln 1945 in Hamburg. Über den Central Collecting Point wurde es einige Zeit später nach Frankreich gegeben, war ab 1950 im Louvre und ab 1974 im Musée des Beaux-Arts de Caen ausgestellt. Als das Gemälde 1998 als Leihgabe zu einer Werkschau Monets in Boston vergeben war, konnten es die Erben Rosenbergs identifizieren und stellten einen Rückgabeanspruch. Am 29. April 1999 restituierte der französische Staat das Bild an die Erben.

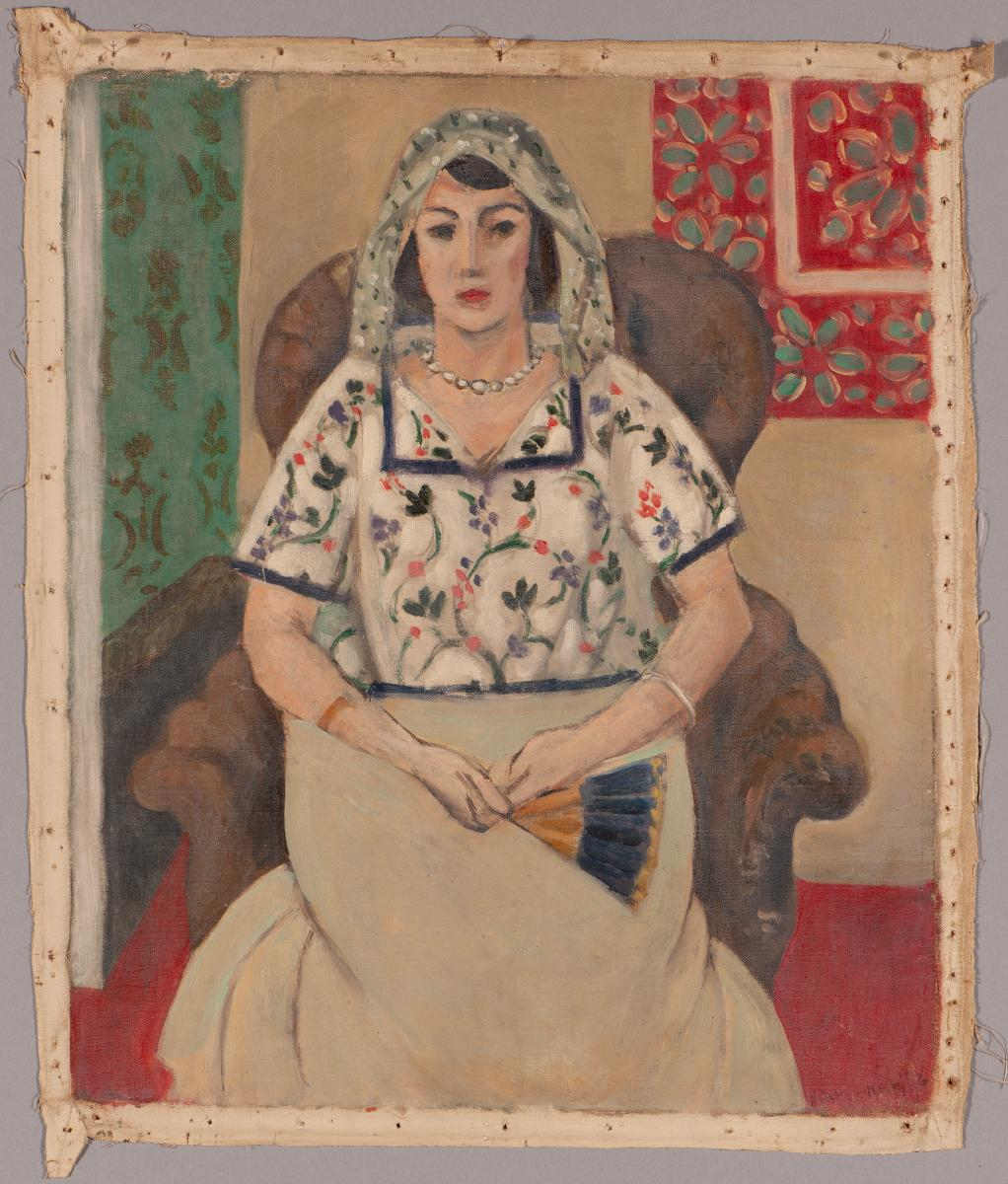
Henri Matisse: Frau im Sessel sitzend, 1921

Am 5. November 2013 stellte die Staatsanwaltschaft Augsburg auf einer Pressekonferenz zum Schwabinger Kunstfund ein Gemälde von Henri Matisse vor. Es handelt sich um das Porträt einer sitzenden Frau, das 1942 durch den Einsatzstab Reichsleiter Rosenberg aus dem Banktresor Paul Rosenbergs in Libourne beschlagnahmt worden war; seine Enkeltochter Anne Sinclair erhob Anspruch auf Rückgabe des Bildes. Es wurde am 15. Mai 2015 restituiert.